# Ременюк Юстина Іванівна
Юстина Іванівна Ременю́к (нар. ?, Орлівка — пом. ?) — українська майстриня художнього вишивання XIX століття.
Народилася в селі Орлівці (тепер у складі села Копіївки Тульчинського району Вінницької області, Україна). Навчалася у своєї матері — колишньої кріпачки-вишивальниці. Вишивала низзю рушники, скатерті, сорочки та інші побутові речі.